# 南中部 (ベトナム)

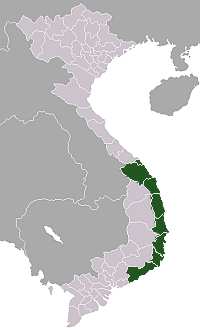
南中部の位置

南中部（なんちゅうぶ、ベトナム語：Nam Trung Bộ / 南中部?、または中南部）は、ベトナムの地方の一つ。中央直轄市のダナンと、クアンナム省、クアンガイ省、ビンディン省、フーイエン省、カインホア省、ビントゥアン省、ニントゥアン省の7省から成る。海沿いであることから、「海南中部」（ベトナム語：Hải Nam Trung Bộ）と呼ばれることもある。